# میساک مکرتچیان
میساک لوونی مکرتچیان (ارمنی: Միսակ Լեւոնի Մկրտչյան؛ زادهٔ ۱۹ فوریهٔ ۱۹۳۸ - درگذشته ۲۶ فوریهٔ ۲۰۱۸) یک سیاستمدار اهل ارمنستان بود که از تاریخ ۱۹۹۹ تا تاریخ ۲۰۰۳ سمت نمایندگی دوره دوم مجلس ملی جمهوری ارمنستان را برعهده داشت.

## زندگی‌نامه
در ۱۹ فوریهٔ ۱۹۳۸ در لنیناکان به دنیا آمد و از دانشگاه دولتی علوم پرورشی خاچاطور آبوویان ارمنستان (۱۹۶۷) فارغ‌التحصیل شد. وی همچنین برنده نشان انقلاب اکتبر، نشان پرچم سرخ کار و نشان برجسته افتخار شده است. وی در ۲۶ فوریهٔ ۲۰۱۸ در سن ۸۰ سالگی درگذشت

## یادداشت
1. ↑  Ժողովրդադեմոկրատական կուսակցություն /ԺԴԿ/